# Calcaribracon ferax
Calcaribracon ferax är en stekelart som först beskrevs av Smith 1865.  Calcaribracon ferax ingår i släktet Calcaribracon och familjen bracksteklar. Inga underarter finns listade.